# Rajon Tschetscheliw (Dnipro)
Der Rajon Tschetscheliw (ukrainisch Чечелівський район/Tschetscheliwskyj rajon; russisch Чечеловский район/Tschetschelowski rajon) ist einer von acht Verwaltungsbezirken (Rajone) der Stadt Dnipro, des Oblastzentrums der Oblast Dnipropetrowsk.
Er liegt im westlichen Teil der Stadt auf dem rechten Dneprufer und hat 117.984 Einwohner (2008)  und eine Fläche von etwa 35,90 km².
Der Rajon hieß bis zum 26. November 2015 Rajon Krasnohwardijske, der Name leitet sich vom russischen Wort Красная гвардия/Krasnaja gwardija für Rote Garde ab.
Am 26. November 2015 wurde er im Rahmen der Dekommunisierung in Rajon Tschetscheliw umbenannt.

## Bevölkerungsentwicklung
| 1959    | 1970    | 1979    | 1989    | 2001    | 2008    |
| ------- | ------- | ------- | ------- | ------- | ------- |
| 137.863 | 147.556 | 149.521 | 131.356 | 123.022 | 117.984 |

Quellen für 1959, 1970, 1979, 1989, 2001 und 2008